# 柯桥站
柯桥站是中国浙江省绍兴市柯桥区一座已拆除的铁路车站，位于柯桥街道，是萧甬铁路一座车站，距杭州站52公里。车站始建于1937年，为三等站。车站客运于2007年停办:403，货运办理整车货物到发，危险品仅办理农药、化肥。车站于2014年随萧甬铁路高架化而拆除，行车、货运业务迁至钱清站办理。